# 大唐松草
大唐松草（学名：Thalictrum oshimae）为毛茛科唐松草屬下的一个种。

## 扩展阅读
- 維基物種上的相關：大唐松草